# 理海大學
理海大学（Lehigh University，又称利哈伊大学或里海大学）是一所以工程科学著称的美国私立研究型大学，1865年由企业家艾萨·帕克（Asa Parker）创建，位于美国宾夕法尼亚州伯利恒。
自十九世纪建校以来，学校发展始终以工科为重点，其工程学在全美享誉盛名。至今，该校仍有50%的学生主修工程学科。该校先后有680名教授及校友被授予诺贝尔奖，普利策奖，富布赖特奖学金，及成为美国艺术与科学院院士和美国国家科学院院士等殊荣。

## 规模
利哈伊大学仅设有4个学院，即罗森工程与应用科学学院，文理学院，商学院和教育学院，是一所典型的小型私立大学，旨在为学生提供高质量、个性化的精英教育，其80%的课程人数在35人以下，平均课堂规模在25-30人之间。大部分教职人员拥有博士学位或者相应领域的最高学位。2020年秋，理海大学计划增设医疗卫生学院( college of health)。

利哈伊大学拥有3个校区，Asa Packer校区为主校区，Mountain Top校区为主要的研究设施区；Murray H. Goodman校区是各种体育设施区，总占地面积约1600英亩。利哈伊大学依山而建，风景优美，大部分建筑都位于绿树成荫的小山上。利哈伊大学拥有超过150栋建筑，涵盖了430万平方英尺的教学楼、实验室、办公楼和宿舍楼，还包括180英亩的运动场地，学校共有两个图书馆，拥有120万册藏书和21500册期刊和杂志，人均资源占有率在美国高校中处于一流水平，可以保证每一个学生获取充裕的学习资源。

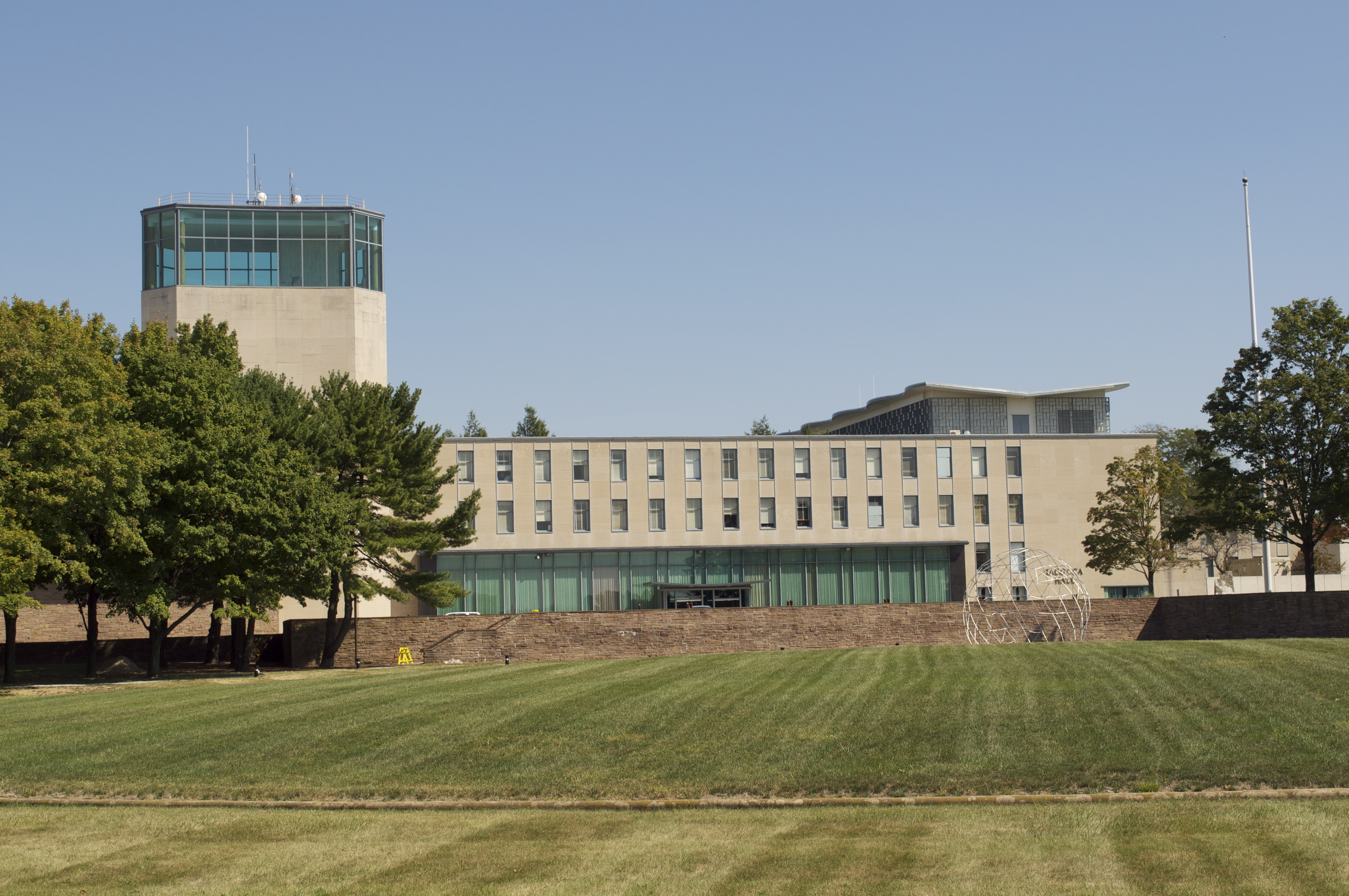
大學建築“Iacocca Hall”

利哈伊大学校园依山而建，环境优美；校园生活非常安全，学校专门开设手机短信预警系统，并且学生要刷卡入宿舍，还专门成立了利哈伊大学警卫处（Lehigh University Police Department），这部门获得了宾夕法尼亚州的认可，也获得了宾夕法尼亚警察局长协会（Pennsylvania Chiefs of Police Association）认证，工作人员都训练有素，每天在校园进行24小时巡逻。
理海大学是爱国者联盟盟校，也是该联盟的创始成员之一。除理海大学之外，该联盟由包括美国西点军校、麻省理工学院、美国海军学院、和乔治敦大学在内的其他12个精英学府组成。这些学府的共同特点是规模小和高度精英化。

## 排名
该校被USNews选为一级国家级大学，被《纽约时报大学指南》给予四颗星学术评价。在2008年的《美国新闻与世界报导》（US News & World Report）中里海大学全美综合排名为第31位，并被列为入学筛选度最高的大学之一（"Most Selective"）。根据《华尔街日报》的数据，在大学投资回报比（ROI）院校排名中，里海大学位于全美排名第12位。在福布斯排行榜排出的全美含金量最高的大学中，排名第24位。
理海大学的商学院发展迅速，已经成为美国最为著名的商学院之一。另外，理海的文理学院和教育学院在美国学术界也享有很高的声誉。理海大学拥有本科在读学生4500人左右，研究生2000左右。师生比例：1：9.3。99%的教职人员拥有博士学位或者相应领域的最高学位。平均班级大小27人，80%的课程是35人以下的课堂规模。
2016年，美国著名薪酬统计网站PayScale针对美国大学毕业生职业生涯薪酬变化的年度统计报告中，利哈伊大学毕业生职业中期的平均年薪为125,000美元，为全美第26。.

## 中国留学生历史
理海大学是中国最早官派留学生的几所大学之一。1872年，清末中国留美幼童中第一批的黄仲良、王凤喈以及陈荣贵分别在新英格兰地区的高中毕业后，于1879年分别进入理海学习土木工程和采矿。黄仲良后参与中国早期铁道工作。陈荣贵在开平矿务局工作，王凤喈作为外交官早逝与英国。
1909-1910年，因为之前清政府庚子赔款，中国学生分三批留学美国。如第一批的著名化学家王琎，第二批的电工专家、教授易鼎新。第三批的中国工矿业先驱周抡元和张景芬。

## 校友
- 理查德·霍利·塔克 (1879), 美国天文学家
- James E. Talmage (1884),犹他大学前校长
- James Ward Packard (1884), 帕卡德汽车公司创办人
- William Butterworth, 约翰迪尔(John Deere)公司第一任总裁
- Eugene Grace (1899), 伯利恒钢铁公司总裁
- 蔡声白 (1919), 中国近代史上的著名商人
- 罗伯特·瑟伯尔 (1930), 美国物理学家，曾参与过曼哈顿计划

- Reginald Lenna (1936), 黑石集团前CEO
- 李·艾科卡 （1945） 福特汽车公司和克莱斯勒汽车公司总裁
- 哈利·本基 美国整形手术师，显微外科之父
- 周明镇(1950), 中国恐龙研究之父，1980年当选中国科学院学部委员（院士)
- Paul C. Paris (1955) 圣路易斯华盛顿大学荣休教授，断裂力学专家。
- 小弗雷德·特朗普（1958），美国前总统唐纳德·特朗普长兄。
- James R. Rice (1962) 哈佛大学物理系教授，美国国家科学院、美国国家工程院院士
- Ali Al-Naimi 阿里·阿尔-纳伊米 (1962),沙特阿拉伯前石油部长
- Pongpol Adireksarn (1964), 泰国副相
- 特里·哈特 (1968), 美国宇航员
- Andrew H. Knoll (1973), 哈佛大学古生物学家，美国国家科学院院士
- Richard Schmierer (1974), 美驻阿曼大使
- Kenneth French (1976), 达特茅斯学院金融系主任
- William Amelio (1979), 联想集团前CEO
- Tom Bayer,瓦努阿图共和国中央银行董事
- Cathy Engelbert (1986), 德勤美国前CEO
- Richard Rahul Verma (1990), 美驻印度大使
- Stacey Cunningham (1996), 第67任纽约证券交易所主席，第二位女性主席
- C·J·麦科勒姆 (2013), NBA 球员

- 唐纳德·特朗普（1988），美国第45任总统。名譽學位于2021年因国会大厦冲击事件被撤销[16][17][18][19]